# IBC Vehicles
IBC Vehicles Limited — британський виробник автомобілів, і дочірня компанія Stellantis. 
На 2025 рік він виробляв легкі комерційні автомобілі під марками Vauxhall, Opel, Peugeot, Citroen і Toyota.

## Історія
«GMM Лутон» бере свій початок в «Bedford Vehicles», яке було допоміжним підприємством з виробництва фургонів Vauxhall.
У 1986 році завод «Bedford Vehicles» в м.Лутон був перетворений в спільне підприємство з Isuzu. У результаті компанія була названа «IBC Vehicles» (Isuzu Bedford Company Vehicles Ltd), де проводиться випуск європейської версії автомобіля Isuzu MU під назвою Фронтера, а також ряд розроблених автофургонів Renault продаються під брендами Vauxhall і Opel. Після утворення СП, назва «Bedford» була повністю виключена з назв автомобілів, крім Midi.
У 1998 році GM купив «IBC Vehicles Ltd» і перейменував завод в «GMM Лутон».
General Motors продала Opel, включаючи Vauxhall і завод у Лутоні, Groupe PSA у 2017 році. Groupe PSA об’єдналася з Fiat Chrysler Automobiles і створила Stellantis у січні 2021 року.

## Модельний ряд на 2025 рік

### Вени (Van)

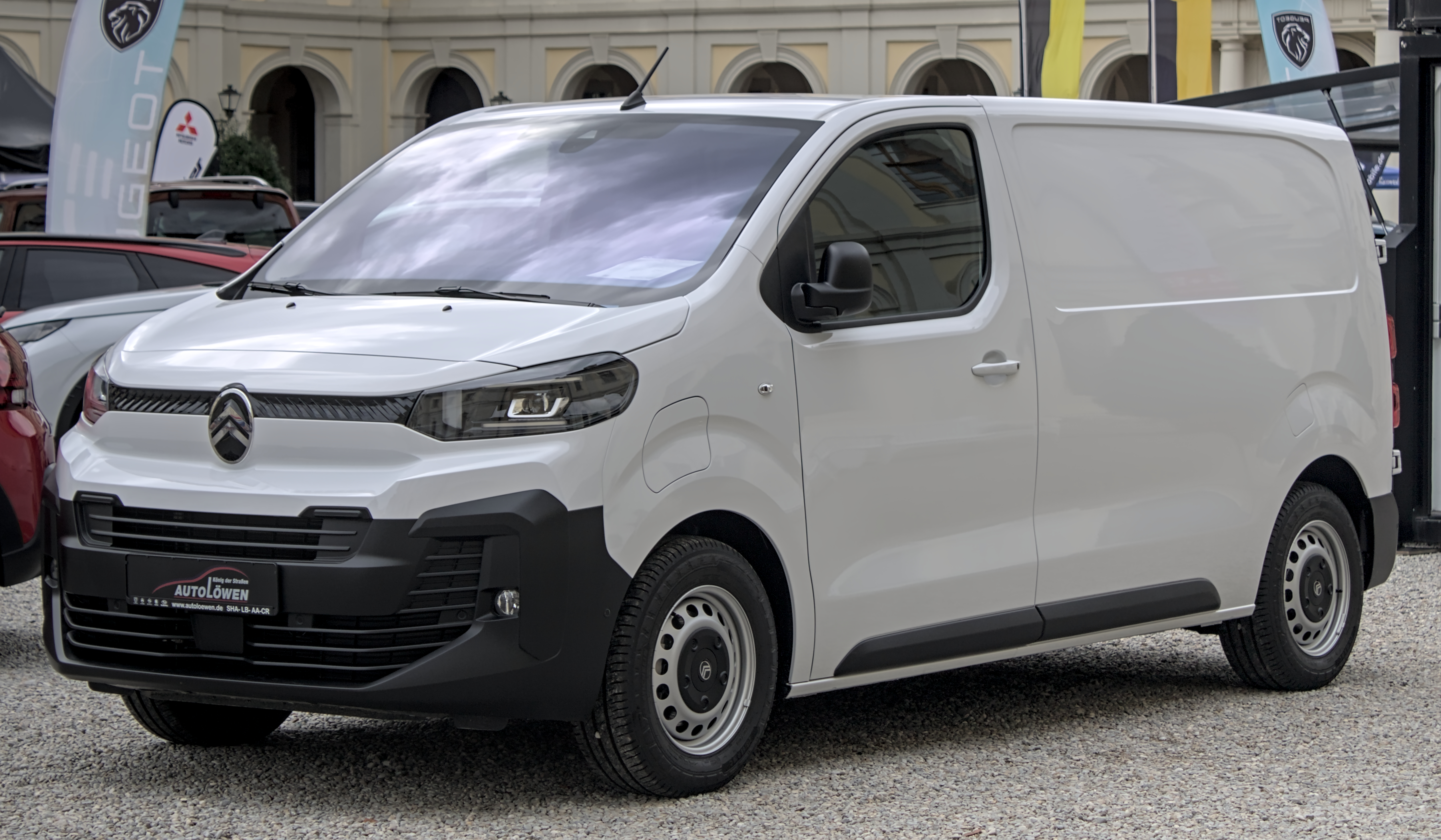
Citroen Jumpy
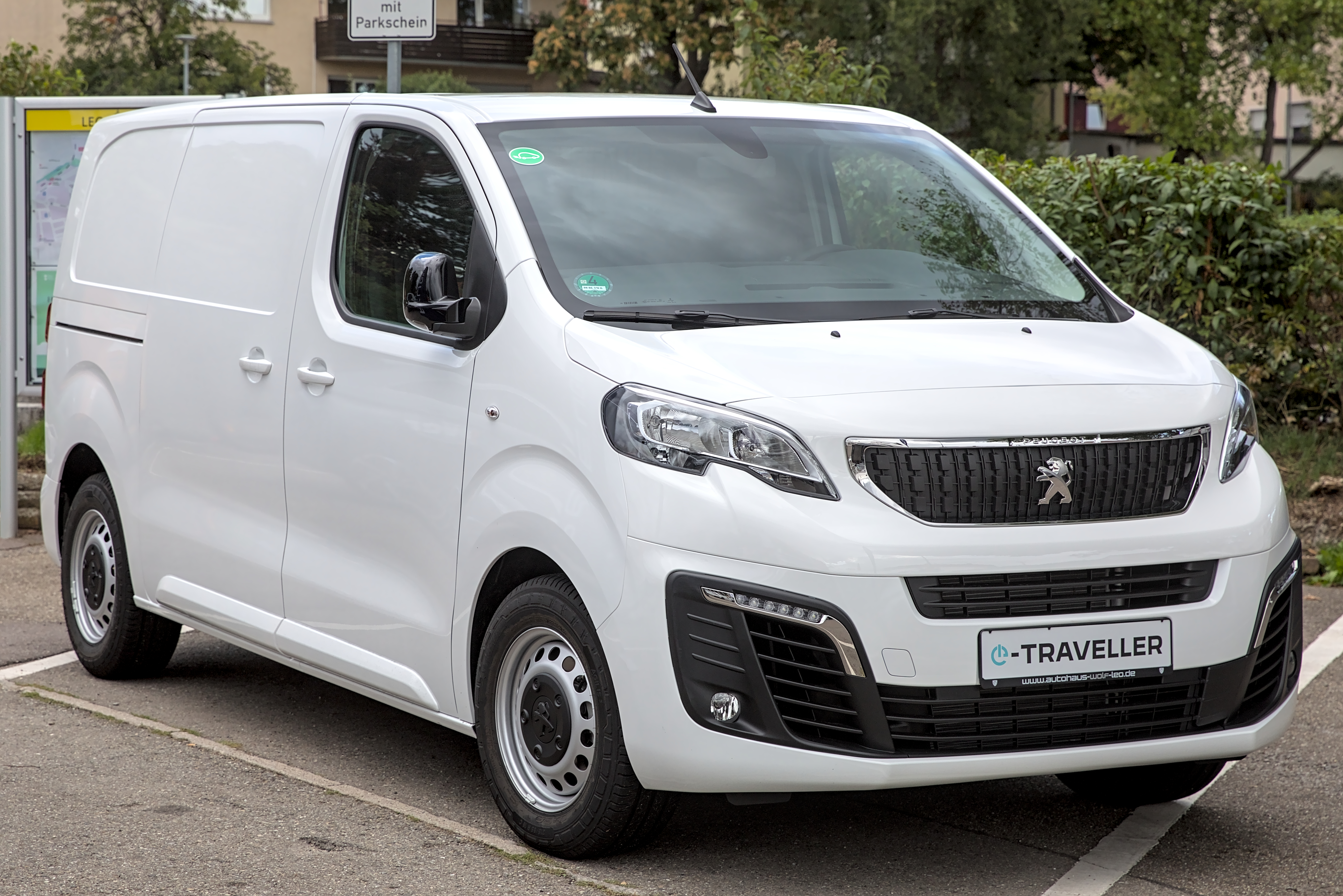
Peugeot Expert
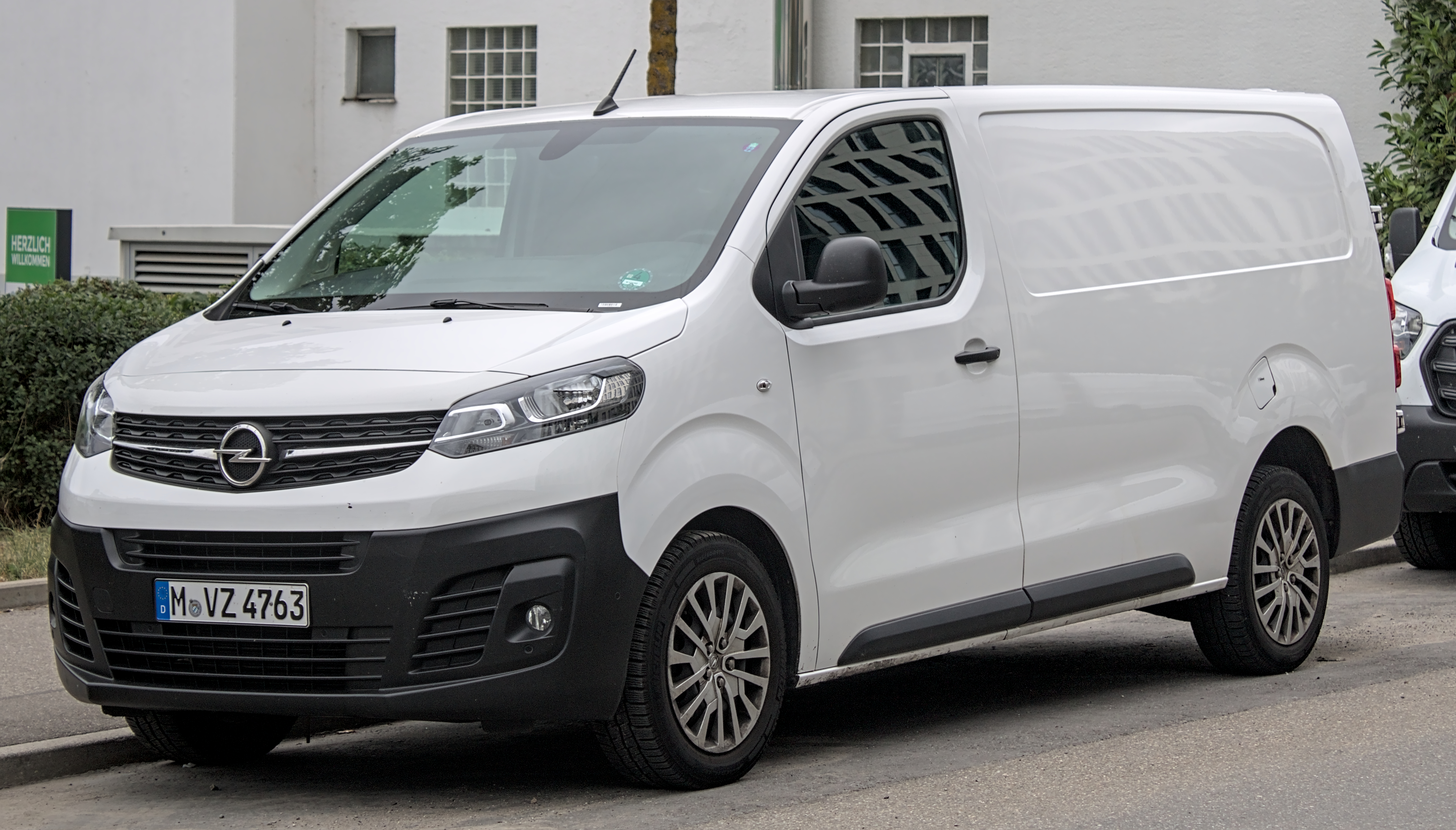
Opel Vivaro
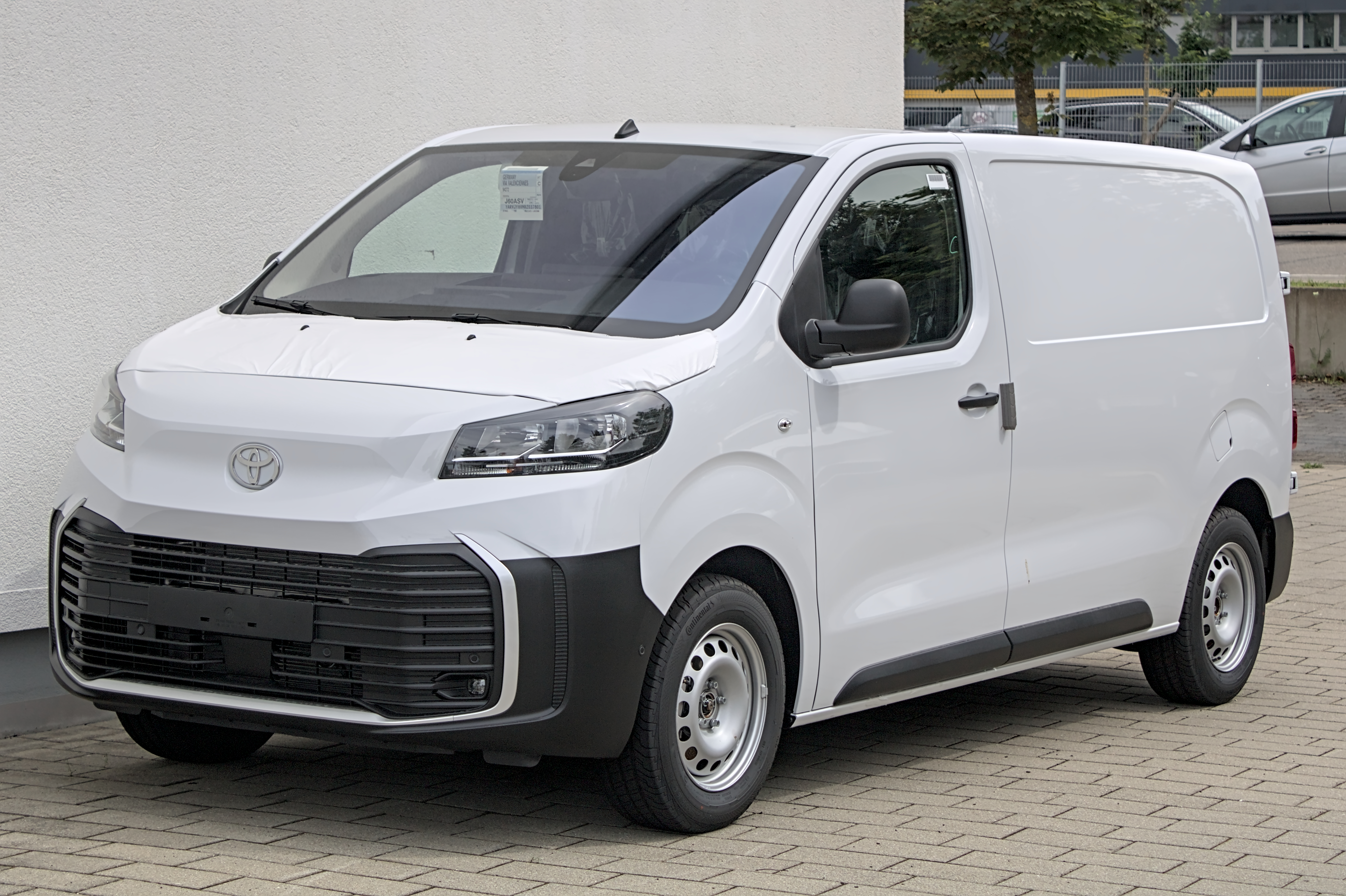
Toyota ProAce
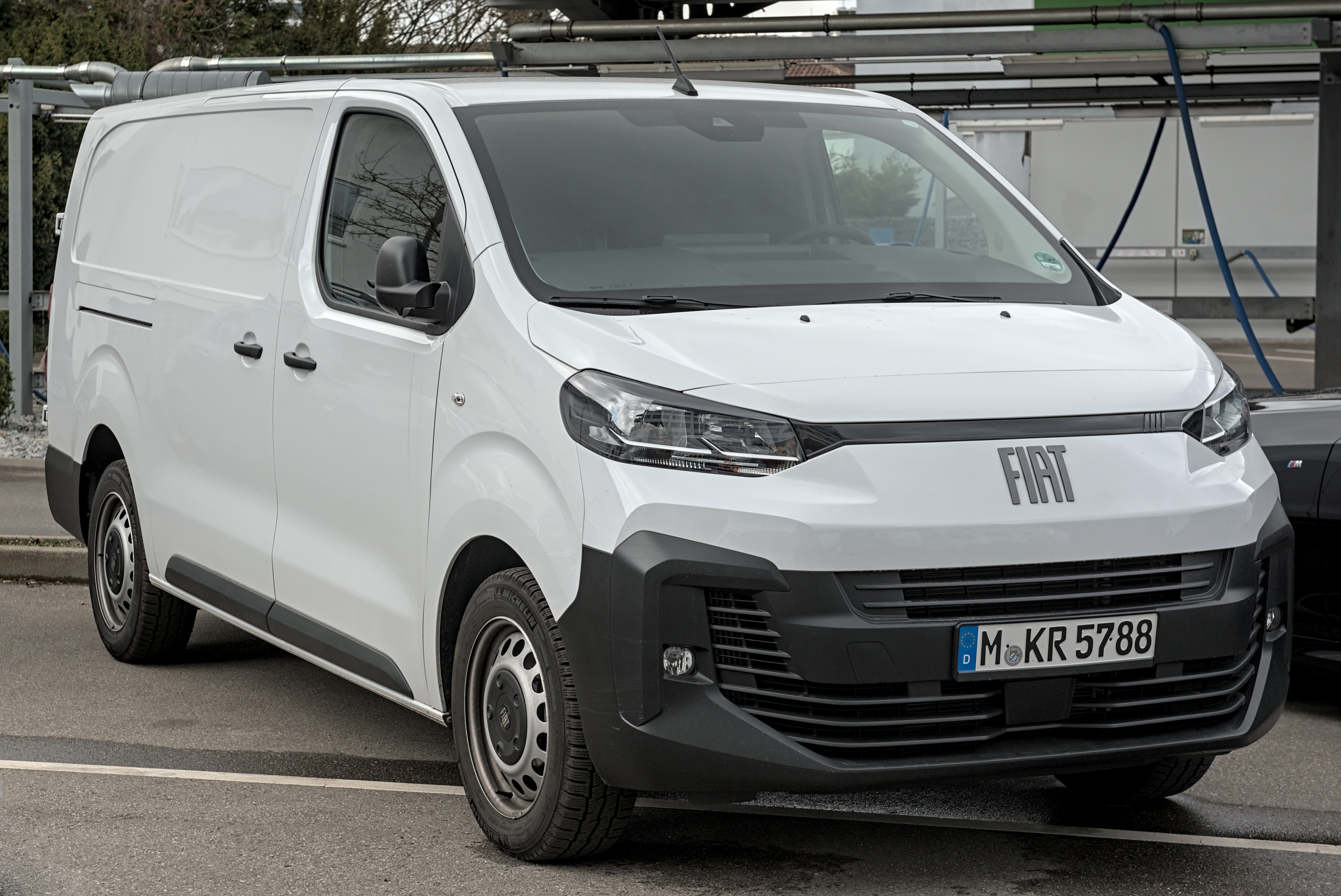
Fiat Scudo